# Bothriothorax californicus
Bothriothorax californicus är en stekelart som beskrevs av Howard 1895. Bothriothorax californicus ingår i släktet Bothriothorax och familjen sköldlussteklar. Inga underarter finns listade.